# Домашнее задание
Дома́шнее зада́ние (разг. ДЗ, дома́шка) — задание, задаваемое учителем (преподавателем) ученику (студенту) для самостоятельного выполнения после уроков (пар). Главное назначение домашнего задания — это осознание и закрепление пройденной на уроке темы, а также формирование практических навыков самостоятельного применения знаний. Результатом выполнения учеником домашнего задания является домашняя работа.

## Описание
К дидактическим приёмам, повышающим эффективность домашней работы, способствующим углублению и упрочению знаний учащихся, относятся следующие:
- в процессе учебной работы над новым материалом обращать внимание учащихся на те вопросы, которые будут служить предпосылкой для успешного выполнения домашнего задания;
- не сводить домашнее задание исключительно к репродуктивной (воспроизводящей) деятельности, а включать в него вопросы и положения, требующие от учащихся размышлений и творческих усилий;
- по возможности дифференцировать домашнее задание, давать дополнительные задания или задания повышенной трудности для тех, кто обнаруживает способности и стремление к более углублённому изучению предмета;
- давать рекомендации по рациональному подходу к выполнению домашней работы.